# Welcome to Video案

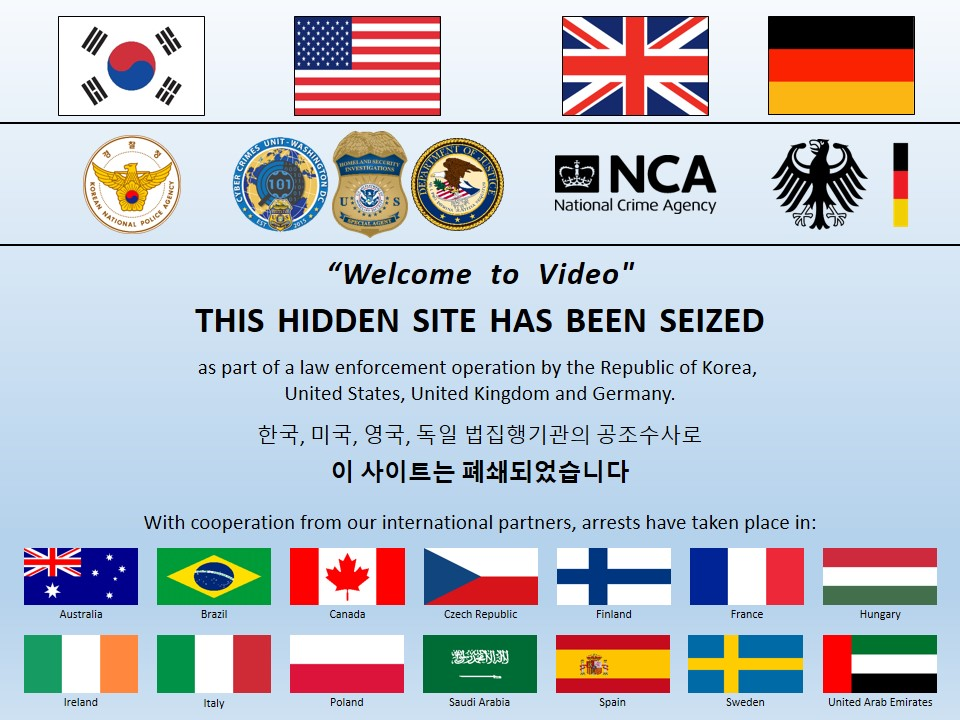
该网站被执法机构查封后不久从暗网上捕获的截图

Welcome to Video案是一桩跨国儿童色情犯罪集團案件，以韩国网站“Welcome to Video”为平台进行非法视频交易，该网站由孙正宇（손정우音译，又名郑宇）管理。调查显示，该网站下载量高达36万次，注册会员数约120万，其中付费会员达4,000人，用户遍布全球38个国家。经多国警方联合执法，最终有337名犯罪嫌疑人因持有儿童色情制品被逮捕。

## 犯罪手法
主犯孙正宇从境外儿童色情网站“AVSNOO”大量下载虐童视频，并上传至其自建客户端-服务器架构牟取非法利益。该网站采用“比特币儲值兑换积分”的模式運作，用户不仅可用积分下载视频，还能透过上传新内容换取更多积分。这种以片养片的机制讓用户願意持续上传新的犯罪素材。警方调查发现，该平台上有45%的虐童视频均为全球首次曝光的全新素材。

## 案件侦破与审判

### 国际联合行动始末
美国國税局刑事调查局 （IRS-CI）为首个对“Welcome to Video”展开调查的执法机构。调查人员在监控异常金融交易时，发现该儿童色情网站存在加密货币交易痕迹。经初步侦查后，IRS-CI立即请求美国国土安全调查局（HSI）协同侦办此案。在网络安全与取证部门主管贾罗德·库普曼的指挥下，调查人员发现该网站存在重大安全漏洞——用戶端-伺服器架構的IP地址直接暴露在原始碼中。这一关键发现不仅准确定位到服务器位于韩国境内，更为后续追踪嫌疑人比特币交易提供了突破口。基于所获证据，HSI迅速将案情通报韓國警察廳。两国执法机构合作，最终成功将孙正宇缉拿归案。

### 孙正宇案审理经过

#### 一审
2018年3月，孙正宇被韩国警方逮捕，并于同年5月被检察机关正式提起公诉。检方指控其透過加密貨幣累计非法获利约4亿韩元，向4,000余名付费会员提供多达3,055部儿童色情视频。截至2019年5月1日的统计数据显示，此案还牵涉156名韩国犯罪嫌疑人，均因持有兒童色情儿童色情制品的合法性被起诉。涉案人员主要为20余岁的未婚男性，职业多元，除公司职员和在校大学生外，还包括医生、公务员和教师等职业。其中一名犯罪嫌疑人曾有性侵儿童的前科，警方在其电子设备中查获兒童色情视频数量高达4.8万部。
据悉，孙正宇聘請某知名律师事务所组建由7名律师组成的辩护团队。在一审判决中，法院认定其违反《青少年性保护法》及《資訊通信网路利用促进法》，判处有期徒刑2年、缓刑3年。但该判决最终被裁定暂缓执行，引发社会广泛争议。

#### 二审判决
在一审判决后，孙正宇在经历六个月羁押期后获释。二审期间，其辩护由法院指派的公设辩护人承担。2019年4月，在二审审理期间，孙正宇完成了婚姻登记手续，并以“需要承担家庭抚养责任”为由向法庭提出从轻处罚的请求。2019年5月，二审法院作出改判决定，判处其有期徒刑一年六个月。判决书中特别强调：“被告长期以牟利为目的贩卖兒童色情制品的行为，不仅触犯法律，更可能对未成年人性心理发展造成严重扭曲和伤害。”法院同时作出附加裁定，没收该犯罪网站全部违法所得。

#### 美国引渡请求审查过程
2019年10月，随着国际联合调查结果的公布，美国检方正式以共谋传播兒童色情制品等九项罪名起诉孙正宇。美國司法部随即向韩国提出引渡请求。2020年4月，韓國法務部向首尔高等检察厅提交引渡申请。4月27日，在孙正宇刑期届满当日，首尔高等检察厅签发引渡令，将其继续羁押于首爾看守所。
此次引渡请求基于国际洗钱罪名提出，该指控与韩国国内已判决的罪名不存在重复追诉问题。在5月19日的听证会上，检方认为现有证据足以支持引渡，而孙正宇的辩护律师则提出“一事不再理”原则提出抗辩。在6月16日的听证中，孙正宇当庭表示：“若在韩国受审，愿接受任何严厉判决”，但恳请法庭考虑其家庭因素不予引渡。检方特别指出，根据《美韩引渡条约》，引渡后美国仅能就洗钱罪名进行审判。
2020年7月6日，首尔高等法院最终裁定驳回引渡请求。法院在判决理由中指出，孙正宇在韩国继续受审将更有利于推进国内多起儿童性剥削案件调查工作。

#### 三审判决
2022年7月，韩国法院就孙正宇涉嫌隐瞒“Welcome to Video”网站營運所得及将部分违法所得用于网络赌博等行为，判处其24个月有期徒刑。

### 国际联合调查成果
2019年10月16日，韩国警察厅与美国司法部联合发布案件通报。经韩国国家情报局、美国国土安全调查局、美国税局刑事调查局及联邦检察官办公室、英国國家打擊犯罪局和德国地区检察院等多国执法机构协同取证，最终在38个国家同步抓捕嫌犯。截至公告发布时，韩国警方通报数据显示32个国家共抓获310名犯罪嫌疑人，而美方统计显示38个国家逮捕人数达337人。涉案范围涵盖英国、爱尔兰岛、美国、韩国、德国、西班牙、沙特阿拉伯、阿联酋、捷克、加拿大等多个国家。其中韩国籍犯罪嫌疑人多达223名，占逮捕总人数的72%。

#### 美国
本案美国涉案人员判决情况如下：
- 华盛顿特区居民尼古拉斯·斯滕格尔因从该网站下载了2,686部视频，于2018年10月被判处15年有期徒刑。[22]
- 前国土安全调查局探员理查德·格拉特科夫斯基于2019年5月认罪，获刑70个月。[23]他以“政府侵犯其依据宪法美國憲法第四修正案享有的权利”为由提起上诉，2020年，美国第五巡回上诉法院在“美国诉格拉特科夫斯基”一案中维持原判。[24]法院认定：区块链数据具有公开性，被告对政府分析的交易数据不具备合理的隐私期待；并且，根据第三方原则，其透过加密貨幣交易所提供的資訊亦不受隐私权保护。[3][25]
- 罗德岛州陆军退伍军人斯蒂芬·朗格卢瓦因下载了114部视频，于2019年5月被判处42个月监禁。[19]

#### 英国
英国國家打擊犯罪局依法公开了涉案网站用户資訊。其中，伯明翰大学地球物理研究员马修·福尔德因胁迫多名未成年人拍摄自残照片，于2017年6月被判处25年有期徒刑。另一名罪犯凯尔·福克斯因上传其性侵5岁男童和3岁女童的犯罪视频，被判处22年监禁。

#### 匈牙利
匈牙利驻秘鲁大使卡博尔·卡莱塔在美方调查人员确认其下载超过1.9万张儿童色情图片后认罪，于2019年3月被秘密遣返回国。2020年2月，此案在匈牙利国内曝光。同年7月，匈牙利法院判处其缴纳54万福林（约合1500欧元）罚金，并处以1年有期徒刑（缓刑2年）。此判决因量刑过轻引发社会强烈不满，多位知名公众人物怒斥其“荒谬离谱、令人无法接受”，称其“根本形同无罪开释”。作为回应，执政党青民盟推动《卡莱塔法案》以加強打擊儿童性犯罪，但该法案因将同性恋及跨性别者与恋童癖混为一谈，受到人权组织的强烈批评。

## 后续影响
孙正宇获判缓刑在韩国引发强烈社会反响。2020年，他以需抚养家庭为由请求求法院从轻量刑，随后又申请解除婚姻关系，此举进一步激起公众愤怒。同年9月，韩国最高法院作出一项重要判例，明确规定制作儿童色情制品者最高可判处29年有期徒刑。